# روستام عزيز
روستام عبد الرسول عزيز (بالإنجليزية: Rostam Abdulrasul Azizi)‏ (من مواليد 21 أغسطس 1964) سياسي ورجل أعمال واقتصادي تنزاني. وفقًا لمجلة فوربس، يُقال إنه كان أول ملياردير تنزاني في عام 2013 بقيمة صافية تقدر بمليار دولار أمريكي.
مثل دائرة إيغونغا في منطقة تابورا من 1994 حتى استقالته في 2011. كان في الحزب الحاكم حزب الثورة يعمل أمين الخزانة الوطنية من 2005 إلى 2007 وعضو المكتب السياسي اللجنة المركزية للحزب من 2006 إلى 2011. في دائرته الانتخابية تم تزويده بالتأمين الصحي من صندوق صحة المجتمع. كما تمكن من تحصيل المياه لكل مقيم في دائرته الانتخابية وأصبحت دائرة إيغونغا أول منطقة لديها مستوصف في كل قرية وكهرباء في كل جناح.
وفقًا لمجلة فوربس يمتلك روستم عزيز من تنزانيا ما يقرب من 18٪ من شركة فوداكوم تنزانيا أكبر شركة للهاتف المحمول في البلاد، ويبلغ عدد المشتركين فيها 15 مليون مشترك. يمتلك روستم عبر شركة كفالري القابضة 35% من الشركة سابقًا، ولكن في مايو 2014 باع 17.2٪ من شركة فوداكوم التنزانية إلى مجموعة فوداكوم الجنوب أفريقية مقابل 250 مليون دولار أمريكي تقريبًا.
كما أنه يمتلك شركة تعدين قزوين، وشركة تعدين تعاقدية في تنزانيا، وعقارات في دبي وسلطنة عمان. بدأ عزيز بدايته في الأعمال التجارية من خلال عائلته ثم تفرع لها بنفسه.